# Guangyubao (sockenhuvudort i Kina, Shanxi Sheng, lat 39,19, long 113,41)
Guangyubao är en sockenhuvudort i Kina. Den ligger i provinsen Shanxi, i den norra delen av landet, omkring 160 kilometer nordost om provinshuvudstaden Taiyuan. Antalet invånare är 8 258. Befolkningen består av 3 987 kvinnor och 4 271 män. Barn under 15 år utgör 16,0 %, vuxna 15-64 år 70 %, och äldre över 65 år 13,0 %.
Runt Guangyubao är det ganska tätbefolkat, med 104 invånare per kvadratkilometer. Närmaste större samhälle är Shahe, 14,8 km nordost om Guangyubao. Trakten runt Guangyubao består i huvudsak av gräsmarker.
Genomsnittlig årsnederbörd är 701 millimeter. Den regnigaste månaden är juli, med i genomsnitt 185 mm nederbörd, och den torraste är januari, med 4 mm nederbörd.